# Dead Cells
Dead Cells è un videogioco del genere roguelike a scorrimento orizzontale in 2D, con componenti da metroidvania, sviluppato da Motion Twin. È stato pubblicato per Microsoft Windows, macOS, Linux, Nintendo Switch, PlayStation 4 e Xbox One il 7 agosto 2018.

## Trama
La trama di Dead Cells è minimalista, poiché dà solo alcune informazioni al giocatore. Ha luogo su un'isola senza nome, dove il personaggio del giocatore è indicato come il Prigioniero, un umanoide con una fiamma fumosa al posto della testa. Il Prigioniero è un protagonista silenzioso, ma occasionalmente mostra alcuni tratti della personalità come la confusione o la frustrazione. Il Prigioniero è immortale, poiché ogni volta che lui o lei muore, la sua "testa" riesce a ritornare fino alla prigione di partenza. Secondo una guardia carceraria, il Prigioniero è stato giustiziato per un crimine mai specificato. Ogni volta che muore il Prigioniero, l'isola si riconfigura da sola, il che serve come spiegazione per la meccanica in stile roguelike. Nel gioco, la ragione di ciò viene specificata poiché l'isola è un organismo vivente che si evolve nel tempo.

## Modalità di gioco
Dead Cells è descritto come una "roguevania", una combinazione di giochi roguelike generati proceduralmente e giochi di azione in stile metroidvania. Il giocatore controlla una massa di celle che occupano e controllano il corpo di un prigioniero deceduto all'inizio di ogni partita. Mentre esplorano una serie di dungeon e combattono le creature all'interno, raccolgono armi, armature, abilità, potenziamenti e denaro. Alcuni nemici abbandonano anche le celle quando vengono sconfitti, che possono essere utilizzate per ottenere potenziamenti permanenti come pozioni di salute aggiuntive o nuovi oggetti che possono essere acquistati o trovati nelle partite successive. Queste celle possono essere spese solo alla fine di una sezione del dungeon; se un giocatore muore prima di allora, perde tutte le cellule raccolte (morte permanente).
Ogni livello è generato proceduralmente dalla fusione di sezioni preimpostate in una configurazione casuale insieme al posizionamento casuale di nemici e oggetti. Si dice che il combattimento del gioco sia simile alla serie Souls, con nemici difficili aventi determinati pattern di movimenti che il giocatore deve imparare e dove la morte frequente del personaggio-giocatore è una parte fondamentale del gioco. In determinati punti del gioco, il giocatore deve anche sconfiggere dei boss noti come "Custodi". Attualmente, ci sono sei Custodi nel gioco: Il Concierge, Congiuntivito, La guardiana del tempo, Il gigante, Il collezionista e La Mano del Re.

## Sviluppo
Nelle prime fasi di sviluppo, Dead Cells era stato progettato per il genere tower defense, successivamente scartato in favore di elementi roguelike e metroidvania. Gli sviluppatori del gioco hanno citato The Binding of Isaac e Team Fortress 2 come fonti di ispirazione per il gameplay del titolo.

## DLC
- Rise of the Giant (2019) gratuito[6]
- The Bad Seed (2020)
- Fatal Falls (2021)
- The Queen and the Sea (2022)
- Return to Castlevania (2023) crossover[7]